# Sophie McKinna
Sophie McKinna (31 de agosto de 1994) es una deportista de Reino Unido que compite en atletismo. Ganó una medalla de bronce en el Campeonato Europeo de Atletismo por Equipos de 2019, en la prueba de lanzamiento de peso.